# El bar
Pour plus de détails, voir Fiche technique et Distribution.
El bar (ou Pris au piège, ou encore The Bar lors de sa diffusion sur Netflix) est un thriller noir argentino-espagnol coécrit, coproduit et réalisé par Álex de la Iglesia, sorti en 2017.
Le film suit des personnes au caractère différent qui sont prises au piège, un matin, dans un café en plein centre-ville de Madrid : si l’une d’elles tente de quitter le bar, elle est vite abattue par un tireur d’élite venant du haut des immeubles. Le temps passe, et l’atmosphère du café devient peu à peu intolérable.
Il est sélectionné hors compétition à la Berlinale où il est projeté en avant-première mondiale en février 2017.

## Synopsis
Alors qu'elle se rend à un rendez-vous galant, Elena fait une halte dans un bar pour y recharger son téléphone portable. Sont présents Amparo, la gérante et son barman Satur ; Nacho, un homme à l'allure de geek ; Trini, vieille femme accro aux jeux d'argent ; Israel, mendiant et fanatique religieux, ainsi que deux hommes nommés Sergio et Andrés. 
L'ambiance est conviviale, Satur se plie en quatre pour trouver un chargeur à Elena tandis qu'Amparo tente tant bien que mal de chasser Israel, qui importune les clients. Un homme visiblement malade entre en trombe dans le bar et s'enferme dans les toilettes, ce qui énerve la gérante. Quelques minutes plus tard, un bureaucrate sort du bar et est brutalement abattu d'un tir de sniper en pleine tête. Tous hésitent quant à la marche à suivre. C'est finalement un balayeur qui se dévoue pour porter secours à la victime avant d'être lui aussi tué de façon similaire.
La panique gagne le petit groupe, confiné dans le bar. Elena suggère d'allumer la télévision afin de voir si les chaînes d'informations couvrent leur mésaventure. Il n'en est rien. Andrés avance alors que le tireur est sans doute de la police, car l'un des réfugiés est un terroriste menaçant de faire exploser une bombe. Les soupçons se portent sur Nacho, qui tente de dissimuler son sac depuis quelques minutes. Les hommes s'emparent de lui et vident le contenu du sac, qui ne contient que des affaires de rechange et un disque dur externe, Nacho travaillant dans une agence publicitaire. Elena finit par détruire le disque afin de prouver que la machine est sans danger.
C'est alors Andrés lui-même qui se retrouve soupçonné, puisqu'il refuse d'ouvrir sa mallette. Dans la mêlée qui s'ensuit, Israel s'empare de la mallette. Sergio le menace à l'aide d'un pistolet, ce qui lance une nouvelle vague de panique au sein du bar. Israel ouvre tout de même la mallette, qui ne contient que de la lingerie féminine.
Tout à coup la police arrive et commence à assembler une pile de pneus devant le bar. Malgré les appels à l'aide des réfugiés, l'unité dépêchée sur les lieux se contente de boucler le périmètre puis de mettre le feu aux pneus afin de simuler un incendie. Reconnaissant là une procédure de quarantaine, les réfugiés se souviennent de l'homme enfermé dans les toilettes. Sergio fait sauter la serrure et le groupe découvre l'homme inconscient, une seringue à côté de lui. En examinant son portable, Elena remarque qu'il est militaire et qu'il revient d'une mission en Afrique. Andrés explique qu'il a sûrement attrapé le virus Ebola, et qu'ils sont sans doute tous déjà contaminés, d'où la procédure de quarantaine dont ils sont à présent victimes.
Une accalmie gagne alors le bar, chacun en profitant pour faire plus ample connaissance. C'est alors que l'homme fait irruption dans la salle principale avant de s'écrouler. Elena, Trini, Nacho, Satur et Israel tentent de lui venir en aide tandis qu'Amparo, Andrés et Sergio restent en retrait. Cependant l'homme a à peine le temps d'ordonner au groupe de ne pas le toucher avant de mourir. Nacho s'empare du portable de la victime, seul appareil à capter le réseau, pour joindre une collègue de travail. Cependant Satur fait une crise de panique et le retarde : le portable s'éteint, faute de batterie. Amparo fait alors remarquer que tous ceux qui ont touché le corps ou ses effets sont probablement déjà infectés par Ebola.
La psychose gagne alors le groupe. Étant les seuls à n'avoir eu aucun contact avec le virus, Amparo, Andrés et Sergio forcent le reste des réfugiés à s'enfermer avec le cadavre dans la cave du bar. Les malheureux y vont alors chacun de leur anecdote sur ce qu'ils avaient prévu de faire de leur journée avant d'entrer dans le bar, personne ne s'écoutant réellement parler. 
Cependant Trini, claustrophobe, fait une attaque de panique et se rue sur la trappe pour l'ouvrir. Dans sa course, elle renverse une pile de caisses contenant des bouteilles. Le groupe remarque alors que la cave contient un accès vers les égouts. Israel se propose d'y aller, mais malgré tous ses efforts il ne parvient pas à se glisser dans l'ouverture, trop étroite. C'est alors qu'une fusillade éclate dans le bar. Le groupe comprend qu'Amparo, Andrés et Sergio viennent d'être exécutés par la police, et que ces derniers brûlent à présent le bâtiment pour le désinfecter. Le désespoir s'installe peu à peu.
Quelques heures passent, et le groupe décide de retourner dans le bar maintenant que l'incendie est éteint. Nacho s'empare du pistolet de Sergio et le cache dans son pantalon, tandis qu'Elena retrouve le portable de la victime. Trini essaie de s'enfuir du bar mais elle est maîtrisée par les autres, étant donné que la police rôde encore autour du bâtiment. Satur trouve un chargeur et ils décident de consulter les messages du mort afin de comprendre ce qui lui est réellement arrivé. L'homme était bel et bien contaminé mais comptait se soigner grâce à un vaccin, qui doit être administré avant l'apparition des premières fièvres. C'est Israel qui trouve les vaccins dans les toilettes. Il s'en injecte immédiatement une dose, ce qui provoque la colère du groupe. Nacho se jette sur lui pour le tabasser, mais le mendiant reprend le dessus et lui dérobe le pistolet. Trini de son côté s'empare des vaccins, mais les fait accidentellement tomber dans les égouts par l'ouverture de la cave.
Désormais leader autoproclamé de la bande, Israel force Elena à aller chercher les vaccins. Malgré sa fine carrure, elle peine à passer par l'ouverture et se blesse les hanches. Elle trouve les vaccins mais refuse de les remettre aux autres, clamant qu'elle n'a confiance en aucun d'eux, et que s'ils veulent se soigner ils devront la rejoindre en bas. Nacho et Satur entreprennent alors d'élargir l'accès grâce à une masse. Pendant ce temps, Elena cache les vaccins dans un recoin des égouts. À leur arrivée, Nacho et Israel se battent de nouveau. Cette fois-ci c'est Nacho qui l'emporte, les autres entendent des tirs et Israel disparaît sous l'eau. Terrifié et pris de folie, Nacho menace de tuer Satur afin que chacun des autres dispose d'un vaccin, étant donné qu'il manque une dose. Trini et Elena parviennent à le raisonner, et cette dernière conduit le groupe vers la cachette.
En chemin, Trini pousse Satur dans l'eau et tente de le noyer. Elena et Nacho s'en aperçoivent et ce dernier veut exécuter Trini en représailles. Il renonce cependant au dernier moment. Trini se suicide alors d'une balle dans la tête, après avoir expliqué qu'elle comprenait que chacun ait des faiblesses et qu'elle n'en voulait à personne ici d'avoir cédé à ses instincts. La progression reprend et le groupe s'empare à nouveau des vaccins, mais alors qu'il était sur le point de s'en administrer une dose Satur est brutalement assassiné par Israel, qui a survécu et veut se venger d'eux tous. Elena et Nacho s'enfuient à la recherche d'une sortie, qu'ils finissent par trouver. Mais Israel est toujours à leurs trousses, et alors qu'elle grimpe à l'échelle menant vers la surface, Elena fait tomber sa seringue. Israel parvient à agripper Nacho, qui confie sa dose de vaccin à Elena avant de tomber dans le vide avec Israel. Tous deux meurent. Elena en sanglots s'injecte le vaccin et gagne la surface en parvenant à ouvrir la bouche d’égout.
Contre toute attente, presque personne ne prête attention à elle, la foule étant trop fascinée par le faux incendie déclenché par la police. Le film se termine alors qu'Elena erre dans la ville, une expression indéchiffrable sur le visage.

## Fiche technique
- Titre original : El bar
- Titre international : The Bar
- Réalisation : Álex de la Iglesia
- Scénario : Jorge Guerricaechevarría et Álex de la Iglesia
- Musique : Joan Valent
- Direction artistique : José Luis Arrizabalaga	et Arturo Garcia
- Costumes : Paola Torres
- Photographie : Ángel Amorós
- Montage : Domingo González
- Production : Carolina Bang et Álex de la Iglesia ; Mercedes Gamero, Mikel Lejarza et Kiko Martínez (coproducteurs)
- Sociétés de production : El Bar Producciones, Atresmedia Cine, Nadie es Perfecto, Pampa Films et Pokeepsie Films
- Société de distribution : Sony Pictures Releasing (Espagne), Walt Disney Studios Motion Pictures (Argentine)
- Pays de production :  Espagne /  Argentine
- Langue originale : espagnol
- Format : couleur — 35 mm — 2,35:1 — son mono
- Genre : thriller noir
- Durée : 102 minutes
- Dates de sortie : 
  - Allemagne : 15 février 2017 (Berlinale)
  - Espagne : 17 mars 2017 (Festival du cinéma espagnol de Malaga) ; 24 mars 2017 (sortie nationale)
  - France : 25 septembre 2017 (Netflix)

## Distribution
- Mario Casas : Nacho, le jeune barbu
- Blanca Suárez : Elena, la jeune femme
- Carmen Machi : Trini, l'adicte aux jeux
- Terele Pávez : Amparo, la gérante du bar
- Secun de la Rosa : Sátur, le barman
- Alejandro Awada : Sergio, le client à la malette
- Joaquín Climent : Andrés, l’ex-policier
- Jaime Ordóñez : Israel, le SDF

## Sortie et accueil

### Festival et exploitation
El bar est sélectionné « hors compétition » et projeté en avant-première mondiale, 15 février 2017, à la Berlinale. En Espagne, il est présenté le 17 mars 2017 au Festival du cinéma espagnol de Malaga, avant sa sortie nationale le 24 mars 2017.
En France, il est diffusé à partir du 25 septembre 2017 sur Netflix.